# Inaba-juku
 (novembre 2024).
Inaba-juku (稲葉宿, Inaba-juku) était la quatrième des neuf shukuba (stations) du Minoji. Elle est située dans la ville d'Inazawa, préfecture d'Aichi au Japon.

## Histoire
À l'origine, cette station relais n'était qu'un village appelé Inaba (稲葉村, Inaba-mura) près du village voisin de Kozawa (小沢村, Kozawa-mura). Les deux villages se réunirent et assemblèrent leurs caractères pour former la ville d'Inazawa (稲沢). Il ne reste que des indicateurs de pierre sur l'emplacement de l'ancien honjin et des toiya, mais beaucoup d'anciens bâtiments de cette période subsistent encore.
Oda Nobukatsu, seigneur du château de Kiyosu, construisit la station avant la bataille de Komaki et Nagakute.

## Stations voisines
Minoji
Kiyosu-juku – Inaba-juku – Hagiwara-juku